# Sociedade para a Promoção da Língua e Cultura Ibo
Sociedade para a Promoção da Língua e Cultura Ibo (em inglês: The Society for Promoting Igbo Language and Culture), foi fundada em 1949 por Frederick Chidozie Ogbalu para a  promoção da língua e cultura ibos e desde então criou um dialeto padrão para ibo.